# Disco disperso

Corpos celestes do disco disperso e do Cinturão de Kuiper.

O disco disperso é uma região remota do nosso sistema solar, povoada por corpos gelados conhecidos como objetos do disco disperso, um subgrupo da família dos transnetunianos. A porção interior do disco disperso penetra nos domínios do cinturão de Kuiper, mas o seu limite exterior prolonga-se para muito além do Sol e para mais acima e abaixo da eclíptica que a cintura em si.
O planeta anão Éris orbita nesta região do sistema solar, dado que encontra-se a cerca de 97 UA do Sol, no afélio e 35 UA no periélio.
Durante a década de 1980, a introdução do charge-coupled device em telescópios em combinação com computadores de maior capacidade de análise de imagem permitiu inquéritos mais eficientes do céu profundo do que era prática, utilizando a fotografia. Isto levou a uma enxurrada de novas descobertas: entre 1992 e 2006, mais de um milhar de objetos transnetunianos foram detectados.
O primeiro objeto do disco disperso a ser reconhecido como tal foi o (15874) 1996 TL66, originalmente identificado em 1996 por astrônomos com base em Mauna Kea no Havaí. Mais três foram identificados pela mesma pesquisa em 1999: (181867) 1999 CV118, 1999 CY118 e 1999 CF119. O primeiro objeto atualmente classificado como um objeto do disco disperso a ser descoberto foi (48639) 1995 TL8, encontrado em 1995 pelo Spacewatch.
A partir de 2008, mais de 100 objetos do disco disperso foram identificados, incluindo 229762 Gǃkúnǁʼhòmdímà (descoberto por Schwamb, Brown, e Rabinowitz), (84522) 2002 TC302 (NEAT), Éris (Brown, Trujillo, e Rabinowitz) Sedna (Brown, Trujillo, e Rabinowitz) e 2004 VN112 (Deep Survey Eclíptica). Embora o número de objetos no cinturão de Kuiper e do disco disperso sejam supostamente aproximadamente iguais, o viés de observação devido à sua maior distância significa que muito menos objetos do disco disperso têm sido observados até à data.